# Alsógellér
Alsógellér (szlovákul: Dolné Holiare) Gellér településrésze Szlovákiában, a Nyitrai kerületben, a Komáromi járásban.

## Fekvése
Nagymegyertől 6 km-re délkeletre fekszik. Teljesen egybeépült Felsőgellérrel.

## Története
Neve a régi magyar Gelle személynévből származik. Gellér első említése 1258-ból származik Guler néven, ekkor a győri várhoz, tíz évvel később (Villa Gyuller) a komáromi várhoz tartozott. Alsógellér legelső említése 1449-ben "Alsogheleer" alakban történt. Birtokosai sűrűn változtak, 1405-ben mint nemesi községet említik. A török időkben ezt a falut is felégették. Sokat szenvedett az árvizektől, főként 1899-ben okozott nagy károkat a víz. 1787-ben 37 háza és 255 lakosa volt. 1828-ban 20 házában 71 lakos élt, akik főként mezőgazdasággal foglalkoztak.
Vályi András szerint "Alsó, és Felső Gellér. Két magyar faluk, vagy puszták, Komárom Vármegyében, birtokosai külömbféle Urak, lakosai reformátusok, fekszenek Nagy Megyertől két mértföldnyire egymáshoz közel, határjaik ’s vagyonnyaik is középszerűek lévén, második Osztálybéliek."
Fényes Elek szerint "Alsó-Gellér, magyar falu, Komárom vmegyében, határos nyugotról felső Gellérrel, keletről nagy Tanynyal, délről Kécs pusztával s a pozsonyi országúttól 400 öl távolságra fekszik. Kiterjedése 872 hold, mellyből 2/3 szántóföld, 1/3 rét és lapályos terület s ez mind majorsági nemes birtok. Földe ollyan minőségű, mint felső Gelléré. Lakja 17 kath., 386 ref. 5 zsidó. F. u. Csepy, Szabó, Király, Szücs, Buzás, Pázmány, nemes családok."
Komárom vármegye monográfiája szerint "Alsógellér, magyar kisközség, a komárom-dunaszerdahelyi vasútvonal mentén, 103 házzal és 432 ref. vallású lakossal. Postája Bogya, távírója és vasúti állomása Bogya-Gellér. E község első írott nyomára 1258-ban bukkanunk, a mikor Pethő és rokonai győri várjobbágyoknak a lakóhelye. 1268-ban két ily nevű helységet említenek. Az egyik: villa Gyuller, a komáromi vár tartozéka volt, a másik: villa Guller, a szolgagyőri várhoz tartozott. 1405-ben a gelléri nemesek faluja. 1520-ban Márk Gergelyt és Alsógelléri Pongráczot iktatják itteni örökölt birtokukba. Időközben a pannonhalmi főapátság is szerez itt némely részeket, melyeket 1539-ben elzálogosít, de 1576-ban viszont más részeket a főapátság vesz zálogba. 1627-ben a község egy boszorkányperben is szerepel, és itt ez ügyben tanúkihallgatást tartanak. 1654-ben Vásárhelyi Mihály és Halászy István kapnak ide királyi adományt. 1658-ban Szente Bálint, 1728-ban pedig Varga János több udvartelekre nádori adományt nyernek. A mult század első felében a Csepy, Komáromy, Szabó, Király, Szücs, Buzás és Pázmány családok voltak a nagyobb nemesi közbirtokosai. Most nagyobb közbirtokosa nincsen. A török világban elpusztult és később újra települt. Dűlői között van egy Tatárhányás nevezetű, melyet azonban nem a tatárok, hanem a kuruczok emeltek. A községet az árvíz gyakran sujtotta legutóbb 1899-ben is."
A trianoni békeszerződésig Komárom vármegye Csallóközi járásához tartozott. 1938-ban újra Magyarország része lett. Alsógellért és Felsőgellért 1940-ben egyesítették.

## Népessége
1910-ben 451, túlnyomórészt magyar anyanyelvű lakosa volt.
2001-ben Gellér 424 lakosából 394 magyar és 19 szlovák volt.

## Lásd még
- Gellér